# Grotte de Ghaub
La grotte de Ghaub est située entre Tsumeb et Grootfontein, dans la région d'Oshikoto en Namibie. La grotte est classée monument national de Namibie depuis le 1er mai 1967.

## Galerie

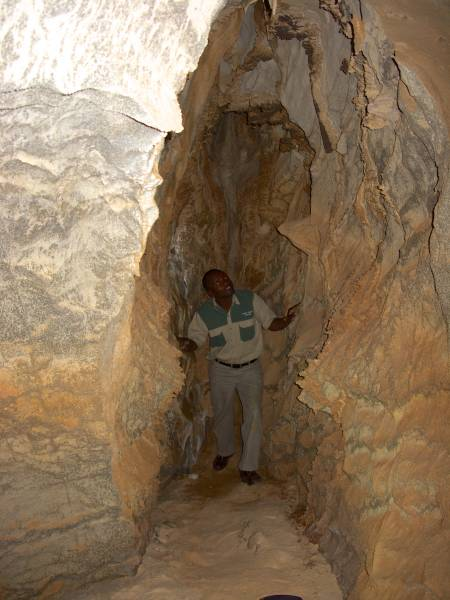
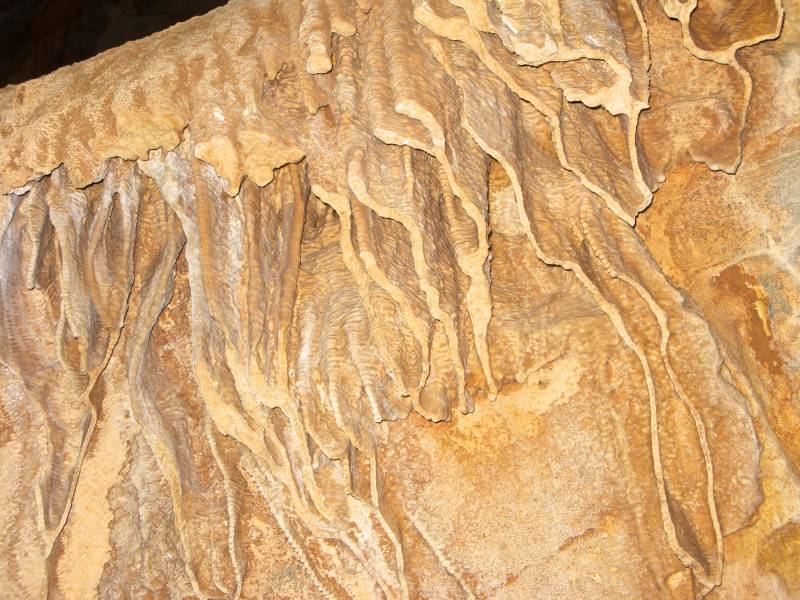
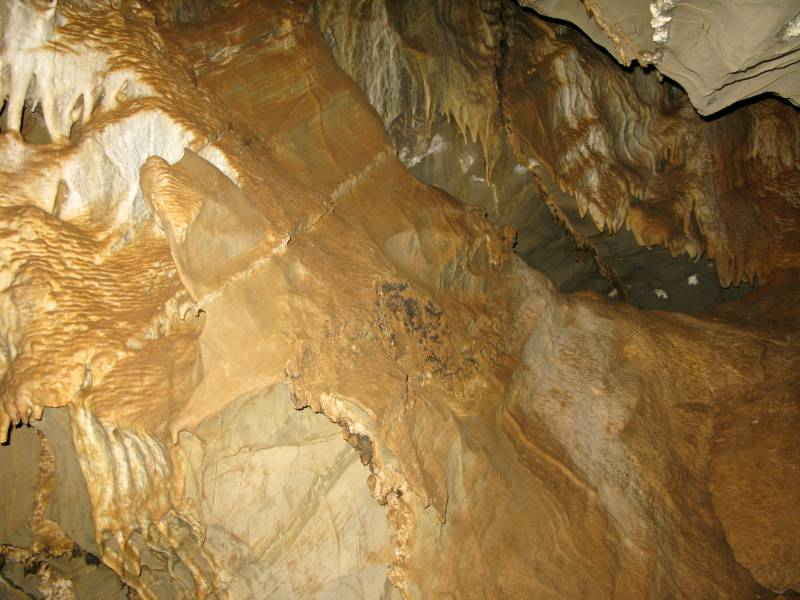